# Bardonecchia
Bardonecchia je italská obec v provincii Torino v oblasti Piemont. Nachází se u hranice s Francií v západní části údolí Susa. V roce 2006 zde žilo 3063 obyvatel.

## Sport
- Sportroccia - první mezinárodní závody ve sportovním lezení (1985-1989)